# Caoyuan (socken i Kina, lat 32,66, long 103,13)
Caoyuan (kinesiska: 草原乡, 草原) är en socken i Kina. Den ligger i provinsen Sichuan, i den sydvästra delen av landet, omkring 240 kilometer norr om provinshuvudstaden Chengdu. Antalet invånare är 1 623. Befolkningen består av 843 kvinnor och 780 män. Barn under 15 år utgör 30 %, vuxna 15-64 år 63 %, och äldre över 65 år 6,0 %.
Genomsnittlig årsnederbörd är 1 063 millimeter. Den regnigaste månaden är juli, med i genomsnitt 203 mm nederbörd, och den torraste är december, med 5 mm nederbörd.